# Neil Cossons
Neil Cossons (né le 15 janvier 1939) est un historien et administrateur de musée britannique.

## Biographie
Cossons est né à Beeston et étudie à l'Université de Liverpool .
Il est le premier directeur de l'Ironbridge Gorge Museum Trust à partir de 1971, puis du National Maritime Museum de Greenwich à partir de 1983. De 1986 à 2000, il est directeur du Science Museum de Londres (récompensé par la bourse du Science Museum 2019) au Royaume-Uni. De 1989 à 1995 et de 1999 à 2000, il est commissaire au patrimoine anglais. Il est pro-prévôt et président du conseil du Royal College of Art de 2007 à 2015. En 2000, il prend la présidence d'English Heritage  un poste qu'il occupe jusqu'en 2007 .
Il est l'un des fondateurs de l'Association des musées indépendants (AIM) et son président de 1978 à 1983 puis président d'honneur. Cossons est nommé Officier de l'Ordre de l'Empire britannique (OBE) en 1982 et fait chevalier pour ses services aux musées et au patrimoine en 1994. Il est membre de la Museums Association (FMA 1970) et membre à vie de la Society of Antiquaries of London (FSA 1968). Membre de la Newcomen Society pour l'histoire de l'ingénierie et de la technologie depuis 1963, Cossons est président de 2001 à 2003 et reçoit la médaille commémorative Dickinson de la société en 2001. En 2016, il est nommé administrateur du National Heritage Memorial Fund /Heritage Lottery Fund.
Il est aussi président de l'association pour l'archéologie industrielle (1977–80) ; membre du Conseil du design (1990-1994); administrateur non exécutif du British Waterways Board (1995-2001) ; Professeur Collier en compréhension publique des sciences à l'Université de Bristol (2001–02); président de la Royal Geographical Society (2003-2006) Il est professeur honoraire à l'Université de Birmingham depuis 1994. Cossons est titulaire de doctorats honorifiques de quatorze universités britanniques, a reçu la médaille du président de la Royal Academy of Engineering en 1993 et a été nommé membre honoraire du RIBA en 2002.
Cossons est "la principale autorité britannique sur le patrimoine industriel"  et a largement conseillé sur les questions de conservation et de gestion au Royaume-Uni et à l'étranger.

## Ouvrages
- Buchanan R.A. et Neil Cossons, Industrial Archaeology of the Bristol Region, David & Charles, coll. « Industrial Archaeology of British Isles », 1969 (ISBN 0715343947)
- Buchanan R.A. et Neil Cossons, Bristol, David & Charles, coll. « Industrial History in Pictures », 1970 (ISBN 0715347454)
- Neil Cossons, BP Book of Industrial Archaeology, David & Charles, 1975 (ISBN 071536250X)
- Neil Cossons et Harry Sowden, Ironbridge: Landscape of Industry, Cassell, 1977 (ISBN 0-304-29693-7)
- Neil Cossons et Barrie Trinder, The Iron Bridge, Moonraker Press, 1979 (ISBN 0239-00187-7)